# Список умерших в 686 году

## Август
- 2 августа — Иоанн V — Папа Римский (685—686).
- 6 августа — Убайдуллах ибн Зияд — омейядский губернатор Басры, Куфы и Хорасана при правлении халифов Муавии I и Язида I, и командующий омейядской армией при халифах Марване I и Абд аль-Малике.
- 31 августа — Эдрик — король Кента (685—686).

## Октябрь
- 1 октября — Император Тэмму — 40-й император Японии (673—686).
- 25 октября — Принц Оцу — японский поэт и сын императора Тэмму.

## Ноябрь
- 15 ноября — Ицам-Кан-Ак I (60) — правитель царства Йокиб (639—686) цивилизации майя.

## Дата смерти неизвестна или требует уточнения
- Арвальд и Арвальд — святые мученики.
- Бертгун, элдормен, возможно, король Суссекса.
- Вараттон — майордом Нейстрии и Бургундии (680/681 и 683/684—686).
- Вонхё — наставник, писатель и комментатор в корейской буддийской традиции.
- Зайд ибн Аркам, сподвижник пророка Мухаммеда и передатчик хадисов.
- Кентвин — король Уэссекса (676—685).
- Оппа, епископ Туя.
- Умама бинт Зайнаб, внучка пророка Мухаммеда.
- Эта Хексемский — игумен, епископ Линдисфарна и Хексема, святой Римско-католической церкви.
- Юкном-Чен II, правитель Канульского царства цивилизации майя.